# 윌 메릭
윌 메릭(Will Merrick, 1993년 4월 9일 ~ )는 잉글랜드의 배우이다. 《스킨스》에서 알로 크리비 역으로 잘 알려져 있다. 영화 어바웃타임(2013)에서 팀(돔널글리슨)의 동생 킷캣(리디아윌슨)의 남자친구 제이 역을 맡았다.